# ميدالية لانداو الذهبية
ميدالية لانداو الذهبية هي جائزة تمنحها أكاديمية العلوم الروسية، ومن قبلها أكاديمية العلوم السوفيتية للمساهمات البارزة والاستثنائية في الفيزياء النظرية.

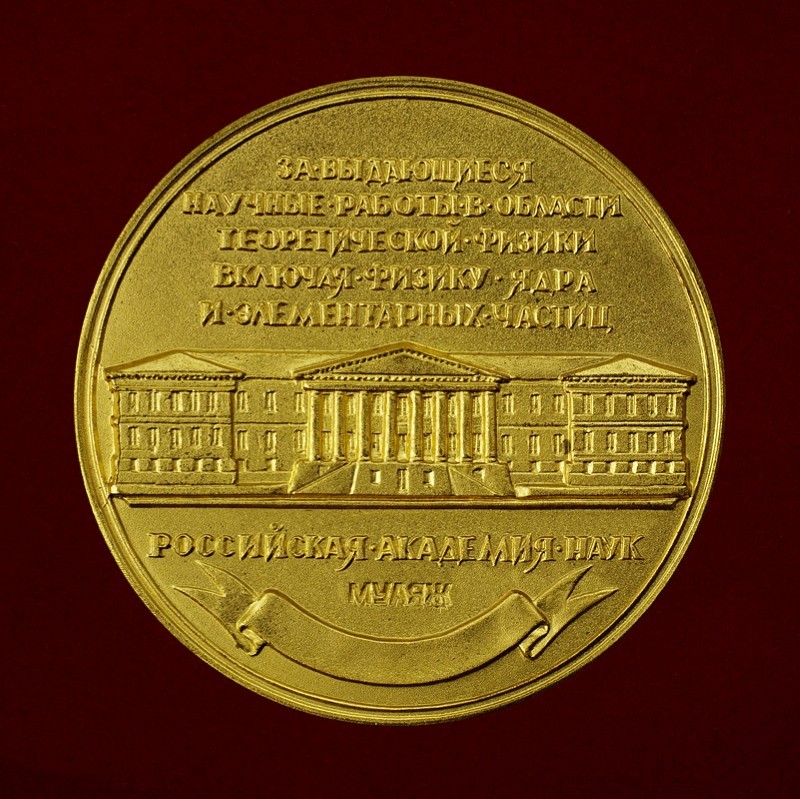
ميدالية لانداو الذهبية من الخلف

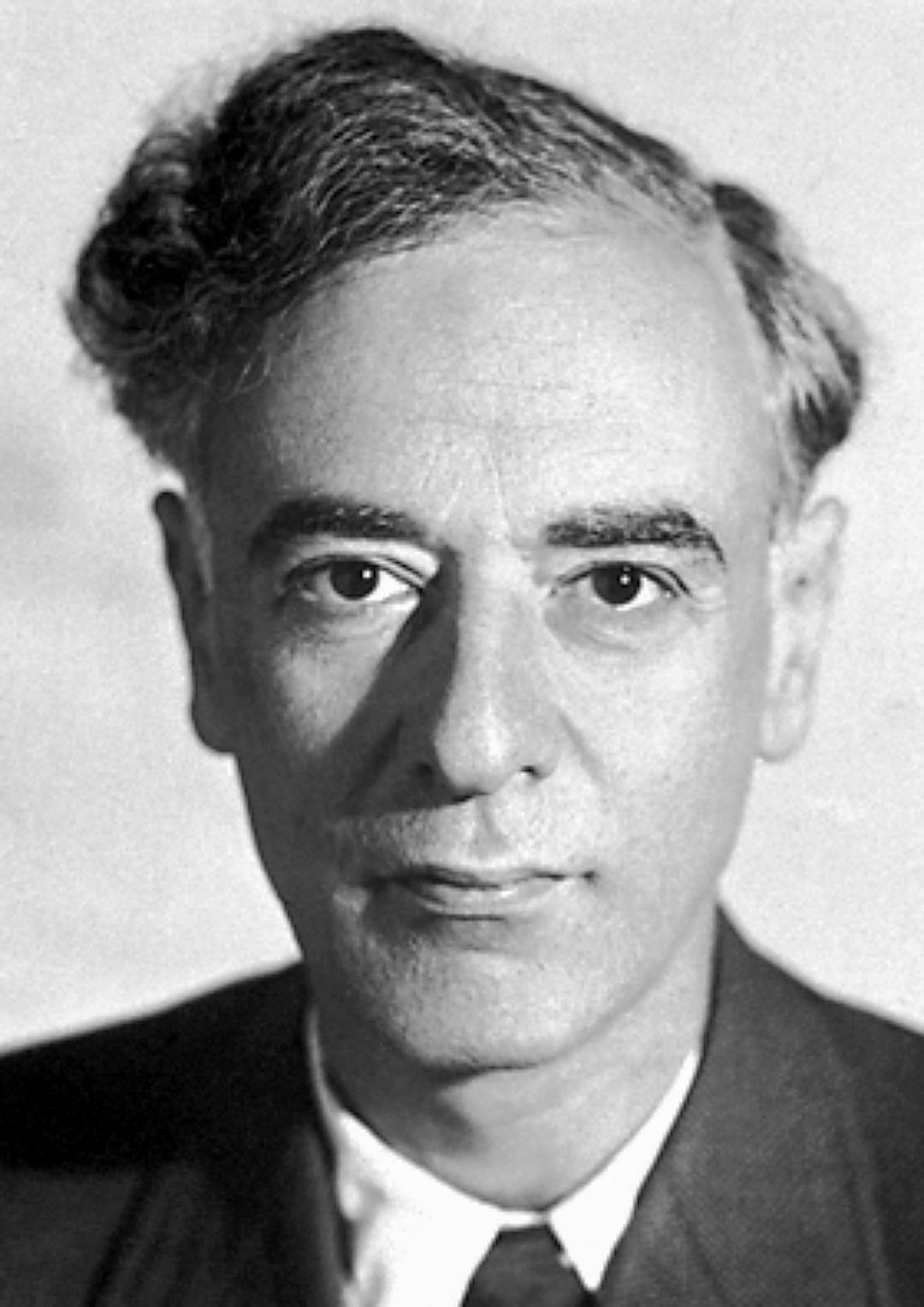
الفيزيائي الروسي ليف لانداو

أنشئت ميدالية لانداو الذهبية في عام 1971، وسُمّيت على اسم الفيزيائي السوفيتي والحائز على جائزة نوبل في الفيزياء ليف لانداو. كانت الجائزة تُعرف آنذاك بجائزة لانداو، وتمنحها أكاديمية العلوم في الاتحاد السوفيتي، وبعد تفكك الاتحاد السوفيتي في عام 1992، تغير اسمها فأصبحت تُعرف بميدالية لانداو الذهبية.

## الحاصلون على الجائزة
| السنة | الفائز بالجائزة                                      | ملاحظات |
| ----- | ---------------------------------------------------- | --- |
| 1971  | فلاديمير غريبوف                                      | |
| 1972  | إيغور دزيلوشينسكي، وفيكتور أندريه بوروفيك رومانوف    | |
| 1974  | يفجيني ليفشيتس، وفلاديمير بيلينسكي، وإسحاق خلاتنيكوف | |
| 1977  | اركادي مجدال                                         | |
| 1980  | ألكسندر جورفيتش، وليف بيتافسكي                       | |
| 1983  | الكسندر باتاشينسكي، وفاليري بوكروفسكي                | |
| 1986  | بوريس شكلوفسكي، وأليكسي ل. إفروس                     | |
| 1988  | ليف جوركوف                                           | |
| 1989  | اليكسي ابريكوسوف                                     | عن أبحاثه حول طرق نظرية المجال الكمي في الفيزياء الإحصائية |
| 1992  | جريجوري فولوفيك، وفلاديمير مينيف                     | عن أبحاثه حول السيولة الفائقة |
| 1998  | سبارتاك بيلييف                                       | عن أبحاثه حول نظرية الكم للعديد من الأجسام وتطبيقاتها في نظرية السيولة الفائقة للهيليوم السائل، وهيكل النوى الذرية.                                                                                          |
| 2002  | ليف أوكون                                            | عن أبحاثه حول نظرية التفاعلات القوية والضعيفة، وخصائص الفراغ |
| 2008  | ليف بيتافسكي                                         | لمساهماته البارزة في الفيزياء النظرية الحديثة، والتي تتضمن صياغته لنظرية تكاثف بوز-أينشتاين، ومعادلة غروس بيتافسكي، ولدوره الكبير في كتابة أجزاء من دورية لانداو ليفشتز المشهورة عالميًا في الفيزياء النظرية. |
| 2013  | سيميون غيرشتين                                       | لاكتشافه لقانون الحفاظ على التيار المتردد، وأوجه التشابه بين التفاعلات الكهرومغناطيسية |
| 2018  | فاليري بوكروفسكي                                     | لمساهماته البارزة في الفيزياء الإحصائية وميكانيكا الكم |